# Čedomir Janevski
Pour les articles homonymes, voir Janevski.
Čedomir Janevski, né le 3 juillet 1961 à Skopje, est un footballeur macédonien reconverti comme entraîneur. 

## Carrière
Janevski commence sa carrière de footballeur en 1977 dans sa ville natale. En 1981, il rejoint le FK Vardar Skopje avec lequel il remporte un titre. En 1989, il part pour la Belgique et le FC Bruges où il joue jusqu'en 1991. Il y remporte un titre et une coupe de Belgique. De 1991 à 1995, il défend les couleurs du Royal Charleroi Sporting Club. En 1995, il part pour le Istanbulspor K en Turquie avant de revenir finir sa carrière au KSC Lokeren.
En 1998, il devient entraîneur du FC Blankenberge qu'il amène en 4e division belge. En 2000, il revient au FC Bruges comme entraîneur de l'équipe espoir. En 2005, il suit Trond Sollied à l'Olympiakos Le Pirée comme entraîneur assistant. Licencié le 29 décembre 2006, Janevski revient une troisième fois au FC Bruges comme entraîneur principal le 28 janvier 2007 en remplacement d'Emilio Ferrera. Il a des difficultés à redresser le club et il n'est pas prolongé pour la saison suivante malgré une victoire en Coupe de Belgique.
On le retrouve en Belgique en septembre 2013, à la suite de sa démission de sélectionneur fédéral de la Macédoine, pour tenter de sauver le RAEC Mons.  Malgré un meilleur bilan que son prédécesseur, Enzo Scifo, il ne parvient pas à éviter la relégation du club montois et n'est pas prolongé dans ses fonctions pour la saison 2014-2015.
Il signe le 4 juin 2015 au Royal Mouscron-Péruwelz pour la saison 2015-2016. Il est limogé du club le 19 janvier 2016 après une série de 5 défaites consécutives (4 en championnat et 1 en Coupe de Belgique) et une avant-dernière place au classement.
Le 7 novembre 2016, il signe à  Waasland-Beveren et succède à  Stijn Vreven. Malgré le maintien du club en D1A, il n'est pas prolongé.
Le 17 août 2017, il retrouve un poste dans son pays, la Macédoine. Il signe dans le club du FK Vardar Skopje.
Le 12 mai 2021, Hugo Broos, le sélectionneur de l'Afrique du Sud, annonce que Čedomir Janevski sera son nouvel adjoint.

## Palmarès

### Joueur
- Champion de Yougoslavie : 1987 (FK Vardar Skopje) 
* Vainqueur, puis déclassé (Le titre fut réattribué au FK Partizan après décision de la cour de justice.)
- Champion de Belgique : 1990 (FC Bruges)
- Coupe de Belgique : 1991 (FC Bruges)
- Supercoupe de Belgique : 1990 (FC Bruges)

### Entraîneur
FC Bruges
- Coupe de Belgique (1) : Vainqueur en 2007